# Volvo PV36
De Volvo PV36 Carioca is een auto geproduceerd door Volvo tussen 1935 and 1938. De toevoeging Carioca is de benaming voor een inwoner van Rio de Janeiro in Brazilië en is ook de naam voor een dans, die in de mode was in Zweden ten tijde van de introductie van de auto.
Het ontwerp van de auto vertoont sterke overeenkomsten met de voor die tijd zeer moderne Chrysler Airflow. Volvo's ontwerp destijds werd sterk beïnvloed door Amerikaanse trends op het gebied van auto-ontwerp, mede doordat veel van Volvo's leidinggevende ingenieurs werkervaring hadden opgedaan in de Amerikaanse auto-industrie.
De PV36 was de eerste Volvo met onafhankelijke voorwielophanging. De auto maakte gebruik van dezelfde zijklepmotor als zijn voorgangers, die nog gelijktijdig met deze auto werden geproduceerd. De PV36 was met een verkoopprijs van 8.500 Zweedse kronen een dure auto en Volvo heeft er niet meer dan 500 van geproduceerd.
Huidige modellen:
EC40 · 
EX30 · 
S60-V60 · 
S90-V90 · 
XC40 · 
XC60 · 
XC90 · 
EX90
Modellen geïntroduceerd na 1965:
100-serie · 
164 · 
200-serie · 
262C · 
66 ·
300-serie · 
400-serie ·
480 ·
700-serie · 
850 · 
900-serie · 
C30 · 
C70 · 
S40 · 
S70 · 
S80 · 
V40 ·
V40 Classic ·
V50 · 
V70-XC70
Modellen geïntroduceerd voor 1965:
ÖV4 · 
PV4 · 
PV650-serie ·
TR670-serie ·
PV36 ·
PV800-serie ·
PV50-serie · 
PV444 ·
PV60 ·
Duett ·
P1900 ·
Amazon · 
PV544 ·
P1800
Conceptauto's:
Philip ·
VESC ·
ECC ·
YCC ·
ReCharge ·
Concept You